# Preston Tucker
Preston Tucker (ur. 21 września 1903, zm. 26 grudnia 1956) – amerykański przedsiębiorca i konstruktor samochodów, bohater fabularnego filmu biograficznego Tucker. Konstruktor marzeń (jego postać zagrał Jeff Bridges).
Preston Tucker urodził się 21 września 1903 roku w Capac w stanie Michigan. Dorastał w jednym z przedmieść Detroit, Lincoln Park, gdzie zaczął uczyć się jazdy w wieku 11 lat i szybko stał się fanem motoryzacji. W wieku 16 lat zaczął kupować, remontować i sprzedawać samochody, uczęszczał także do Cass Technical High School w Detroit, ale rzucił szkołę i zatrudnił się w przedsiębiorstwie Cadillac. Następnie zatrudnił się w policji w Lincoln Park, ale został z niej usunięty z powodu upodobań do brawurowej jazdy samochodem i motocyklem. Następnie przyjął się do pracy w Ford Motor Company jako robotnik, ale szybko porzucił ją na rzecz sprzedawania luksusowych aut w firmie Mitchella Duliana w Memphis. W 1931 roku przeniósł się do Buffalo, gdzie został przedstawicielem firmy Pierce-Arrow, a po dwóch latach do Detroit, gdzie zaczął sprzedawać samochody Chryslera.
W tym czasie Tucker zaczął startować w wyścigu Indianapolis Motor Speedway. Przeniósł się także do Indianapolis, by być ich bliżej, został także dystrybutorem piwa. W tym czasie spotkał Harry’ego Millera, inżyniera i twórcę samochodów wyścigowych. Gdy w 1933 roku firma Millera zbankrutowała Tucker zaprosił go do budowy własnych wyścigówek. W 1935 roku założyli Miller and Tucker, Inc., firma działała do śmierci Millera w 1943 roku. W tym okresie spotkał Johna Eddiego Offutta, z którym współpracował potem przy aucie model '48.

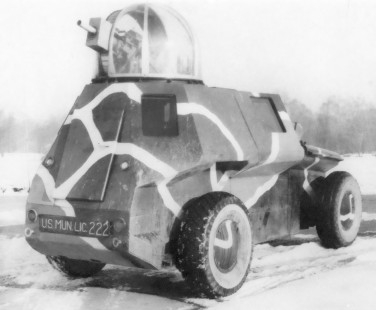
Samochód pancerny Tuckera

W okresie poprzedzającym II wojnę światową, na zamówienie holenderskiego rządu, opracował samochód pancerny. Z powodu wybuchu wojny Holandia skapitulowała i umowa nie mogła być zrealizowana, w związku z tym Tucker przekazał projekty i prototypy amerykańskiemu wojsku.
W tym czasie, w 1940 roku, założył Tucker Aviation Corporation, która zajęła się produkcją samolotów wojskowych. Opracowano, m.in. prototyp myśliwiec Tucker XP-57, który jednak nie wszedł do produkcji, zaś sama firma popadła w kłopoty finansowe.

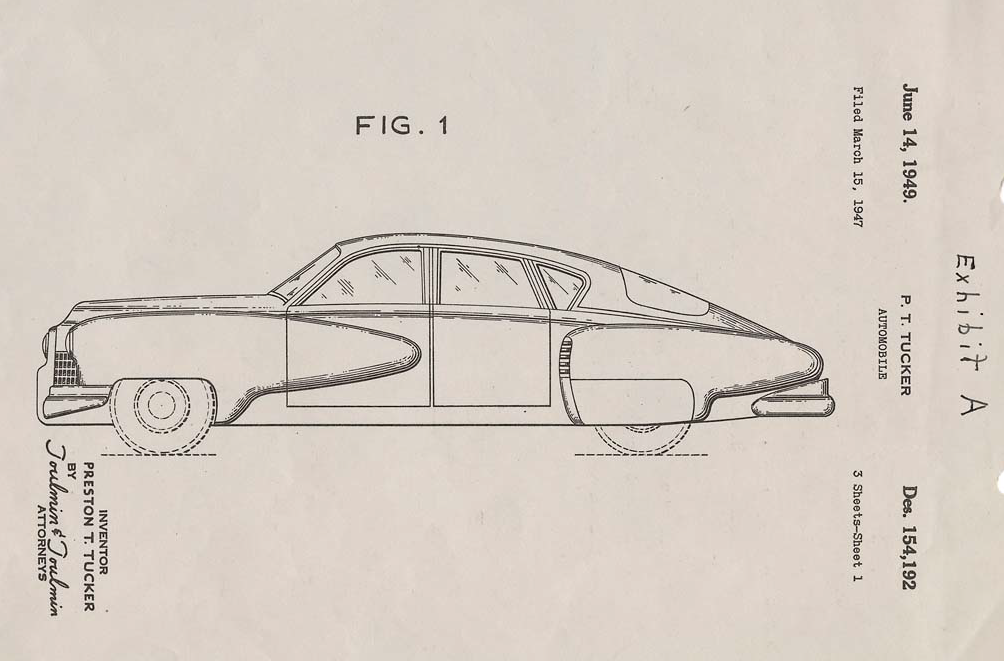
Rysunki 1948 Tucker Sedan z wniosku patentowego

W 1943 roku powrócił do Michigan i założył Tucker Car Corporation. W 1948 roku powstały prototypy modelu 1948 Tucker Sedan, zbudowano 51 niemal identycznych pojazdów. Pojazd Tuckera był zaawansowany konstrukcyjnie i posiadał wiele nietypowych rozwiązań. Do takich należał centralnie umieszczony reflektor, który obracał się wraz z ruchami kierownicy, zastosowano także niezależne zawieszenie wszystkich kół, które następnym razem wprowadzono dopiero w europejskich autach aż 20 lat później. Maksymalna prędkość pojazdu wynosiła 190 km/h, a przyśpieszenie pozwalało osiągnąć 100 km/h w 10 sekund. Samochód posiadał interesujące rozwiązania z zakresu bezpieczeństwa, chociażby hartowaną szybę przednią, która nie rozbijała się w trakcie wypadku i nie raniła tym samym pasażerów.
Od początku istnienia firma miała kłopoty z administracją oraz naciskami na swoje władze. Konkurencja oraz politycy związani z Detroit usiłowali zdyskredytować Tuckera i jego auto, zarzucając mu niskie parametry bezpieczeństwa. Samemu Tuckerowi zarzucono defraudację i inne przestępstwa finansowe, zaś projektowanemu autu, że w rzeczywistości nie istnieje, a podawane przez Tuckera informacje mają służyć wyłudzeniom pieniędzy. W marcu 1948 roku sąd odebrał Tuckerowi kontrolę nad firmą a 4 października 1949 roku została ona zamknięta.
Zmarł 26 grudnia 1956 roku na zapalenie płuc, będące komplikacją ich nowotworu.